# David Tuchmanov
David Tuchmanov, född 20 juli 1940, är en rysk musiker och kompositör.

## Diskografi i urval
- Po volne mojej pamjati (On the crest of my memory)
- U.F.O.
- Steps

## Filmografi som kompositör (ett urval)
- Inoplanetianka (1984)
- Poludennyj vor (1985)
- Bumerang (1987)
- Bez nozja i kasteta (1988)
- Mafija (1989)